# ティファナエンターテインメント
株式会社ティファナエンターテインメント（英: Tifana Entertainment Inc.）は、東京都港区に所在する芸能プロダクション。

## 概要
主な所属タレントは咲菜月、宇佐美あいり、あいなっつ、MASAYUKIなど。
女優・俳優の他にもモデルやグラビアなど様々なジャンルを手掛ける。
また、音楽事業部としてもアーティストDOG☆STARのマネジメントも行っている。

## 所属タレント
- 咲菜月
- 宇佐美あいり
- あいなっつ
- マリア
- 田中宏佳
- 若林亜希
- 葉月めい
- 髙橋菜々
- 山田怜奈
- 燈華莉菜
- 仲村朋華
- 高橋美憂
- 鵜澤悠也
- 高野洋樹
- MASAYUKI

### 過去
- 鈴木茜
- 伊東さな
- 岡本麻美
- 桃知レイナ
- 石川あんな
- 小阪貴恵
- 白川卯奈
- 葉月佐和（さわち店長）
- 笹井りこ
- 香山美穂
- 日向みかん
- 星川みおん
- 入澤優